# Béthon
Béthon é uma comuna francesa na região administrativa do País do Loire, no departamento de Sarthe. Estende-se por uma área de 3.85 km². Em 2010 a comuna tinha 322 habitantes (densidade: 83,6 hab./km²).